# Etielloides
Etielloides é um gênero de mariposa pertencente à família Crambidae.